# Rat Park
Rat Park è stata una serie di studi sulla dipendenza da sostanze condotti alla fine degli anni 1970 e pubblicati tra il 1978 e il 1981 dal psicologo canadese Bruce K. Alexander e dai suoi colleghi della Simon Fraser University nella Columbia Britannica, Canada.
Al tempo degli studi, la ricerca sull'auto-somministrazione di morfina negli animali utilizzava spesso piccole gabbie metalliche isolate. Alexander ipotizzò che tali condizioni potessero essere responsabili dell'aggravarsi dell'auto-somministrazione. Per testare questa ipotesi, Alexander e i suoi colleghi costruirono Rat Park, una grande colonia abitativa con una superficie 200 volte superiore a quella di una gabbia da laboratorio standard. Vi risiedevano 16–20 ratti di entrambi i sessi, con cibo, palline e ruote per giocare, e abbastanza spazio per l'accoppiamento. I risultati dell'esperimento sembravano supportare la sua ipotesi che condizioni abitative migliorate riducono il consumo di acqua contenente morfina. Questa ricerca evidenziò un problema importante nella progettazione degli studi sull'auto-somministrazione della morfina dell'epoca, ovvero l'uso di condizioni abitative spartane, che confondono i risultati.

## Esperimenti di Rat Park

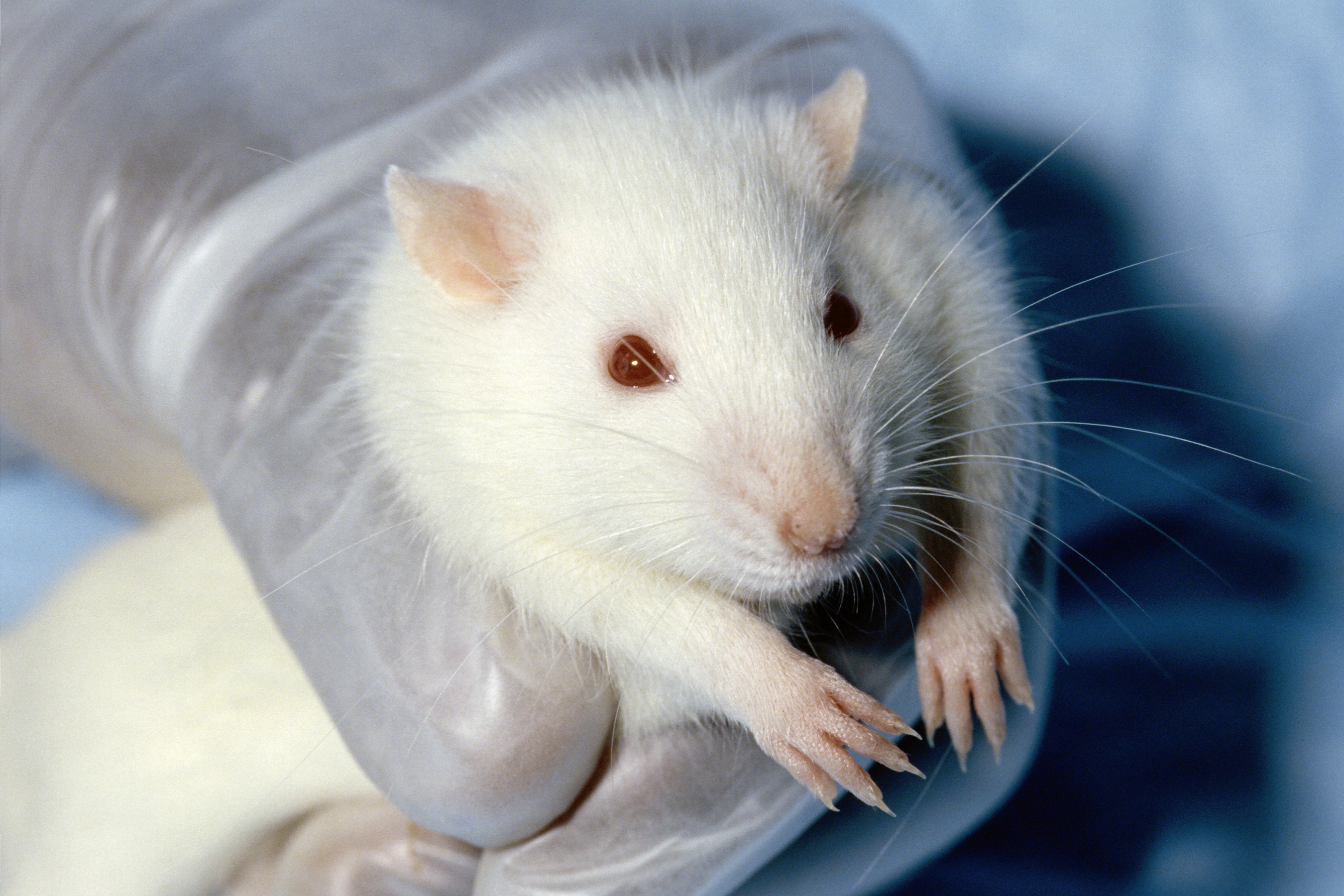
Un ratto da laboratorio Wistar bianco

A Rat Park, i ratti potevano bere un liquido da uno dei due dispenser a goccia, che registrava automaticamente la quantità consumata da ciascun ratto. Un distributore conteneva una soluzione zuccherata di morfina e l'altro acqua del rubinetto semplice. La soluzione di morfina veniva zuccherata per ridurre la reazione avversa al gusto della morfina; come controllo, prima dell'introduzione della morfina, veniva offerta ai ratti una soluzione zuccherata di chinino.
Alexander ideò una serie di esperimenti per testare la propensione dei ratti a consumare la morfina. L'"esperimento della seduzione" coinvolse quattro gruppi di 8 ratti.
Il gruppo CC fu isolato in gabbie di laboratorio quando fu svezzato a 22 giorni di età e vi rimase fino al termine dell'esperimento a 80 giorni; il gruppo PP fu ospitato in Rat Park per lo stesso periodo; il gruppo CP fu trasferito dalle gabbie di laboratorio a Rat Park a 65 giorni di età; e il gruppo PC fu spostato da Rat Park alle gabbie a 65 giorni di età.
I ratti in gabbia (gruppi CC e PC) si abituarono subito alla morfina, anche con una quantità relativamente ridotta di zucchero, con i maschi in gabbia che bevevano 19 volte più morfina rispetto ai maschi di Rat Park in una delle condizioni sperimentali. I ratti di Rat Park si mostrarono resistenti all'acqua con morfina. La provavano occasionalmente — con le femmine che la provavano più frequentemente dei maschi —, ma dimostrarono una preferenza statisticamente significativa per l'acqua semplice.
Egli scrive che il gruppo più interessante fu il gruppo CP, i ratti cresciuti in gabbia ma trasferiti a Rat Park prima dell'inizio dell'esperimento. Questi animali rifiutavano la soluzione di morfina quando era più concentrata, ma man mano che diventava più dolce e diluita, cominciarono a berne quasi quanto i ratti che avevano vissuto in gabbia per tutta la durata dell'esperimento. In sostanza, volevano l'acqua zuccherata, a condizione che non interferisse con il loro normale comportamento sociale.
Ancora più significativo, scrive, fu che quando aggiunse il naloxone, un farmaco che annulla gli effetti degli oppioidi, all'acqua contenente morfina, i ratti di Rat Park cominciarono a berla.
In un altro esperimento, costrinse i ratti in gabbie da laboratorio ordinarie a consumare la soluzione contenente morfina per 57 giorni, senza avere a disposizione altri liquidi. Quando furono trasferiti a Rat Park, venne loro permesso di scegliere tra la soluzione di morfina e l'acqua semplice. Scelsero quest'ultima.
Egli scrive che mostrarono alcuni segni di dipendenza. Ci furono "alcuni segni minori di astinenza, spasmi, insomma, ma non ci furono le mitiche crisi convulsive e sudorazioni di cui si sente spesso parlare...".
Gli autori conclusero che le gabbie isolate, così come il sesso femminile, provocavano un aumento del consumo di morfina. Raccomandarono di considerare le condizioni di test, così come il sesso degli animali, quando si studia l'auto-somministrazione della morfina.

## Ulteriori esperimenti
Studi che hanno seguito il contributo dell'arricchimento ambientale alla dipendenza hanno prodotto risultati contrastanti.
Uno studio di replica ha riscontrato che sia i ratti in gabbia che quelli (dell'analogo) di Rat Park mostravano una preferenza ridotta per la morfina rispetto allo studio originale di Alexander; l'autore ha suggerito una causa genetica per la differenza osservata inizialmente da Alexander.
Un altro studio ha rilevato che, sebbene l'isolamento sociale possa influenzare i livelli di auto-somministrazione di eroina, l'isolamento non è una condizione necessaria affinché le iniezioni di eroina o cocaina risultino rinforzanti.
Altri studi hanno confermato l'effetto dell'arricchimento ambientale sull'auto-somministrazione, come uno che ha dimostrato che esso riduce la ricomparsa del comportamento di ricerca della cocaina nei topi attraverso segnali (sebbene non se tale ricomparsa fosse indotta dalla cocaina stessa)
e un altro che ha dimostrato che può eliminare comportamenti correlati alla dipendenza precedentemente stabiliti.
Inoltre, è stato dimostrato che rimuovere i topi da ambienti arricchiti aumenta la vulnerabilità alla dipendenza da cocaina
e che l'esposizione a ambienti complessi durante le prime fasi della vita ha prodotto cambiamenti drammatici nel sistema di ricompensa del cervello che hanno portato a ridurre gli effetti della cocaina.
In termini generali, vi sono crescenti evidenze che gli ambienti impoveriti delle piccole gabbie, standard per l'alloggio degli animali da laboratorio, abbiano un'influenza eccessiva sul comportamento e sulla biologia degli animali da laboratorio.
Tali condizioni possono compromettere sia un presupposto fondamentale della ricerca biomedica—cioè che gli animali di controllo sani siano effettivamente sani—sia la rilevanza di questo tipo di studi sugli animali per le condizioni umane.

## Critiche

### Replica
Bruce Petrie (1996), studente di Alexander, tentò di replicare lo studio e correggere per gli studi originali su 20 ratti utilizzando due metodi diversi per misurare il consumo di morfina tra le condizioni (il che ha introdotto un potenziale confondente).
Lo studio non riuscì a replicare i risultati, e l'autore suggerì che le differenze di ceppo tra i ratti utilizzati dal gruppo di ricerca di Alexander potrebbero essere la causa di ciò.
In seguito c'è stato poco interesse nel replicare gli studi a causa di diverse problematiche metodologiche presenti negli originali.
Le problematiche includevano il numero ridotto di soggetti utilizzati, l'uso di morfina per via orale, che non rispecchia le condizioni reali di utilizzo (e introduce un fattore di confusione a causa dell'amarezza della morfina), e la misurazione del consumo di morfina, che differiva tra le condizioni. Altri problemi includevano guasti agli strumenti, dati persi e decessi di ratti. Tuttavia, alcuni ricercatori hanno mostrato interesse per una replica "concettuale" per continuare a esplorare il contributo dell'arricchimento ambientale e sociale all'addiction.

### Interpretazione dei media
Il giornalista Johann Hari fece un popolare TED Talk sui risultati dello studio nel 2015. In esso, interpretò gli studi come indicativi del fatto che le basi biologiche non sono la causa della dipendenza, spostando invece l'eziologia su una necessità di relazioni sane.
Il canale YouTube Kurzgesagt creò e pubblicò un video basato sul libro di Hari, che ottenne oltre 19 milioni di visualizzazioni. Successivamente, il canale rimosse il video, dichiarando di aver rappresentato in modo inadeguato le evidenze.
I ricercatori hanno ribadito che i risultati degli studi di Alexander evidenziano problematiche nei modelli di ratti tenuti in ambienti di laboratorio minimali, e aiutano a implicare l'ambiente come un fattore che contribuisce alla dipendenza. Tuttavia, i media hanno sopravvalutato l'importanza degli studi suggerendo che essi rappresentano un cambiamento di paradigma nella ricerca, e che l'ambiente sia l'unico, o il principale, fattore nella dipendenza.